# Hafengeburtstag

Das Logo des Hafengeburtstages

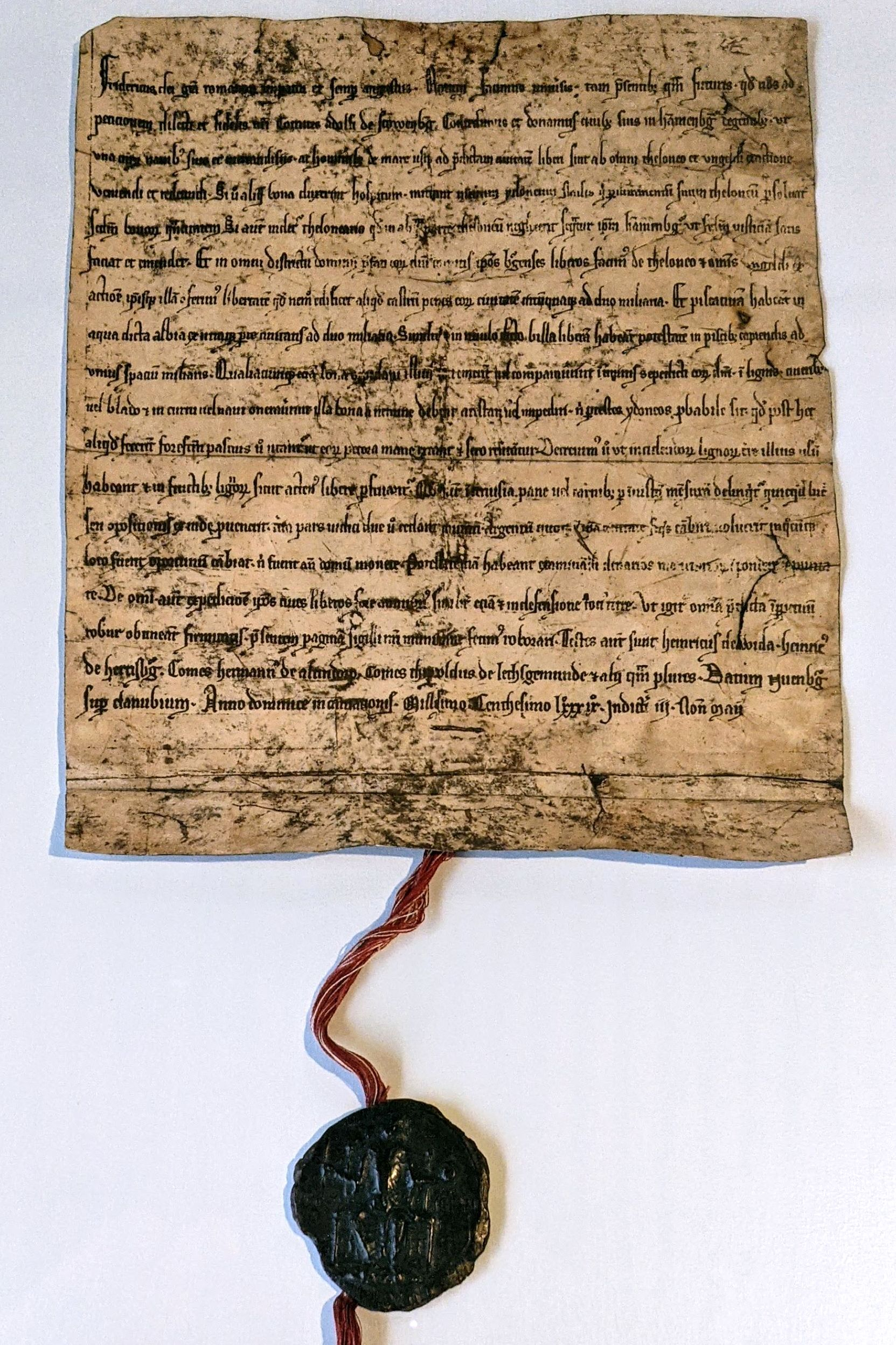
Angeblicher Barbarossa-Freibrief von 1189

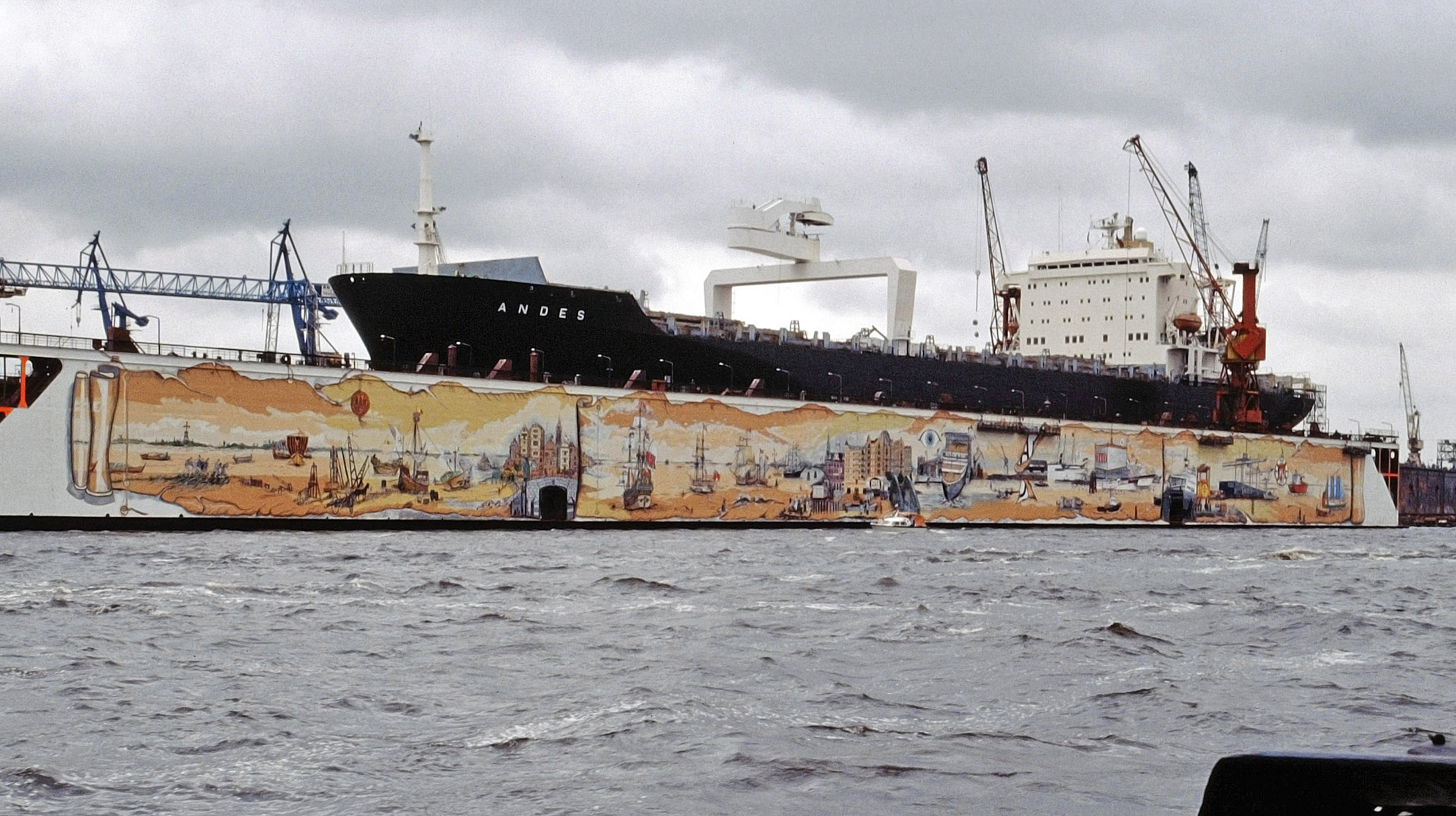
Hamburger Geschichte auf dem Blohm & Voss-Dock zum Hafengeburtstag 1989

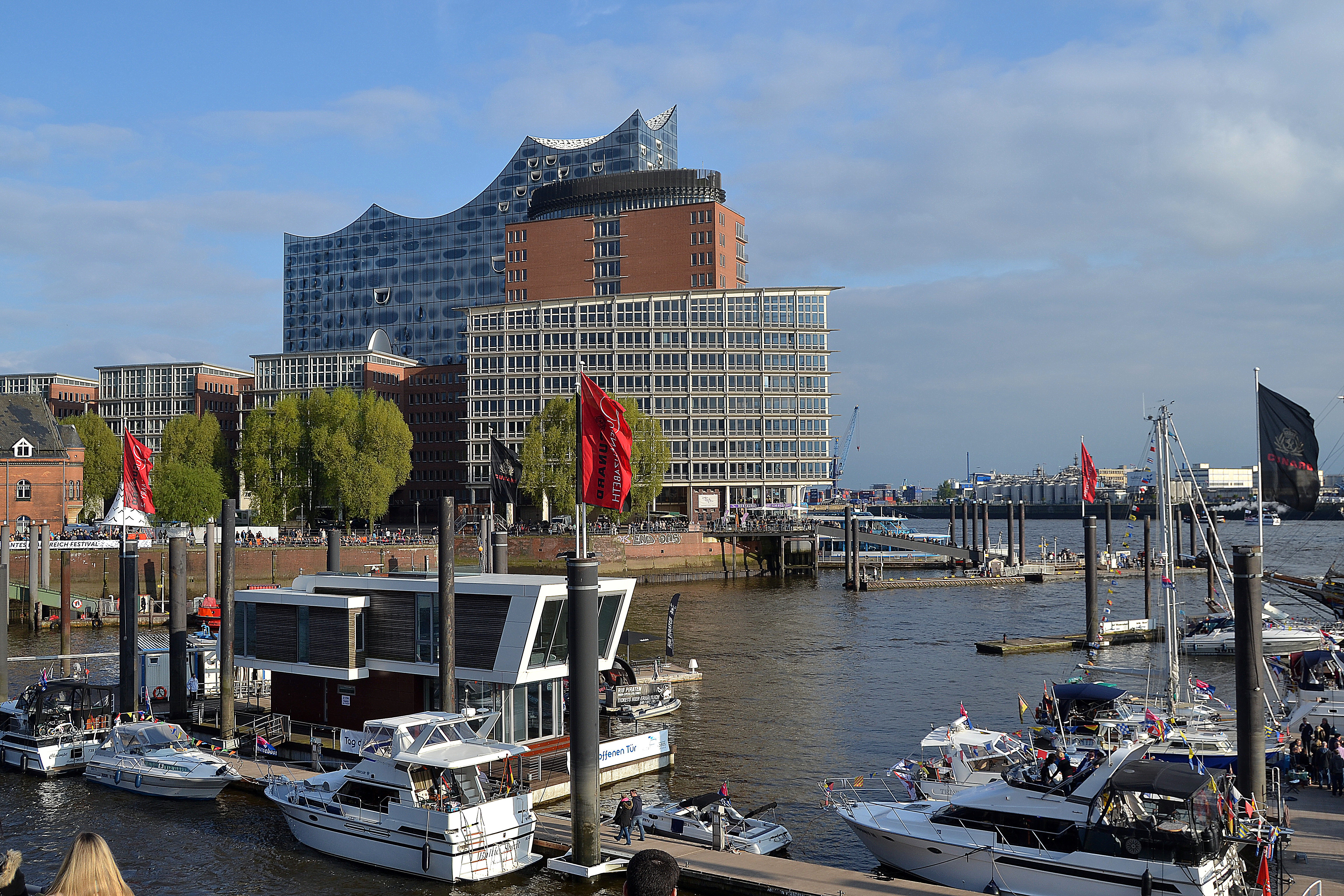
Schiffe im Niederhafen vor der Elbphilharmonie (2017)

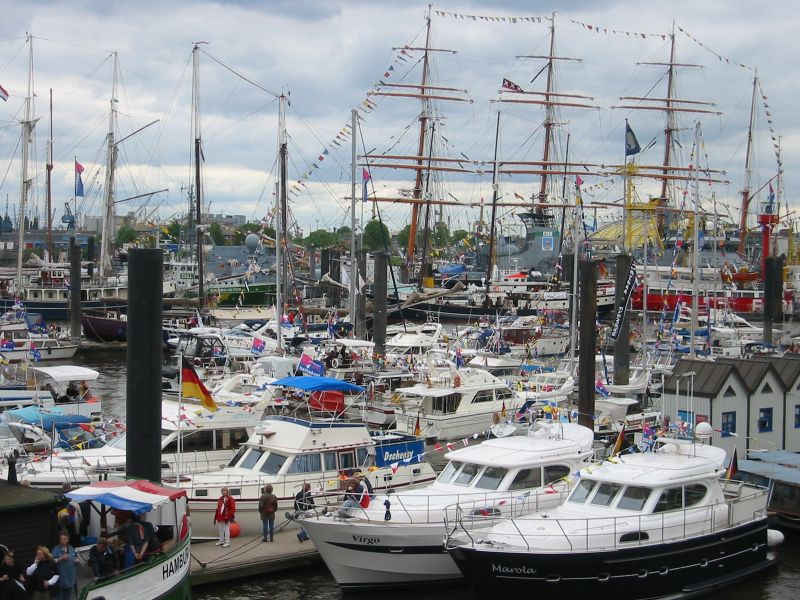
Buntes Treiben beim Hafengeburtstag

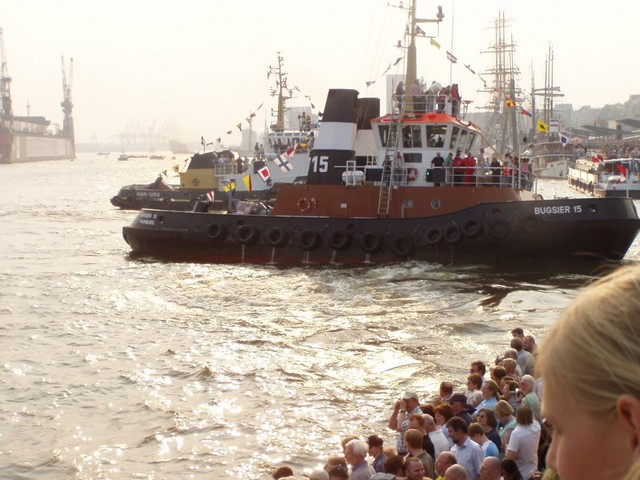
Schlepperballett

Der Hafengeburtstag ist ein Volksfest in Hamburg, das seit 1977 alljährlich im Mai stattfindet und an die vermeintliche Gründung des Hamburger Hafens am 7. Mai 1189 erinnert.

## Geschichte
Kaiser Friedrich Barbarossa soll den Hamburgern am 7. Mai 1189 einen Freibrief ausgestellt haben, der den Hamburgern Zollfreiheit für ihre Schiffe auf der Elbe von der Stadt bis an die Nordsee gewährte. Dieser Freibrief existiert allerdings nicht mehr im Original, sondern lediglich in einer 1265 gefertigten Abschrift, von der vermutet wird, dass sie zumindest inhaltliche Fälschungen enthält.
Für eine Fälschung sprechen: Erstens ist der Ausstellungsort in der Urkunde Neuenburg, doch Barbarossa weilte zur Vorbereitung des Kreuzzugs in Regensburg, und zweitens ist das kaiserliche Siegel an der Urkunde nicht von Barbarossa, sondern von seinem Enkel Kaiser Friedrich dem Staufer.
Trotzdem begehen die Hamburger seit 1977 jedes Jahr für einige Tage um den 7. Mai den Hafengeburtstag, initiiert und moderiert vom Rundfunk- und Fernsehmoderator Carlheinz Hollmann und produziert von seiner Produktionsfirma von 1977 bis 1993 zu einem international beachteten Großevent erweitert wurde. Jedes Jahr finden sich über 1 Mio. Besucher auf dem Hafengeburtstag Hamburg ein, um an dem Fest mit über 200 Programmpunkten teilzunehmen. Dabei verläuft das Volksfest von der Fischauktionshalle in Altona bis zur Kehrwiederspitze und findet zudem wasser- und landseitig in der HafenCity und somit in unmittelbarer Nähe der Elbphilharmonie Hamburg statt. Weitere Programmpunkte im Traditionsschiffhafen, im Grasbrookhafen, in der Speicherstadt (seit 2015 UNESCO-Weltkulturerbe) und im Museumshafen Oevelgönne ergänzen das Fest. Der Hafengeburtstag Hamburg erstreckt sich somit auf etwa sechs Kilometer entlang der Elbe.
Von der Speicherstadt bis zum Museumshafen Oevelgönne wird an mehreren Live-Bühnen (Hafen Rock) und diversen anderen Lokalitäten gefeiert.
Einige der größten Segelschiffe der Welt eröffnen die Feierlichkeiten mit einer großen Einlaufparade.
Legendär ist das beliebte Drachenbootrennen auf der Elbe.
Das Fest in Hamburg dauert in der Regel drei Tage. Es beginnt mit der Einlaufparade am Freitag und endet mit der Auslaufparade am Sonntag. Zum Einlaufen beziehungsweise Auslaufen der Schiffe wird die jeweilige Nationalhymne gespielt, gegebenenfalls auch die Hamburg-Hymne (Hammonia), wenn es sich um ein Hamburger Schiff handelt.
Im Schnitt besuchen jedes Jahr über eine Million Menschen und ca. 300 Schiffe den Hafengeburtstag Hamburg.
Zu den alljährlichen Höhepunkten zählt das so genannte „Schlepperballett“, bei dem mehrere Hafenschlepper vor den Landungsbrücken zu beschwingten Walzermelodien tanzen. Der Kapitän und Hafenlotse Klaus Petersen hatte 1979 die Idee zu diesem einzigartigen Spektakel und choreografierte den imposanten Auftritt der Schlepper bis zum Jahr 2002.

## Besonderheiten

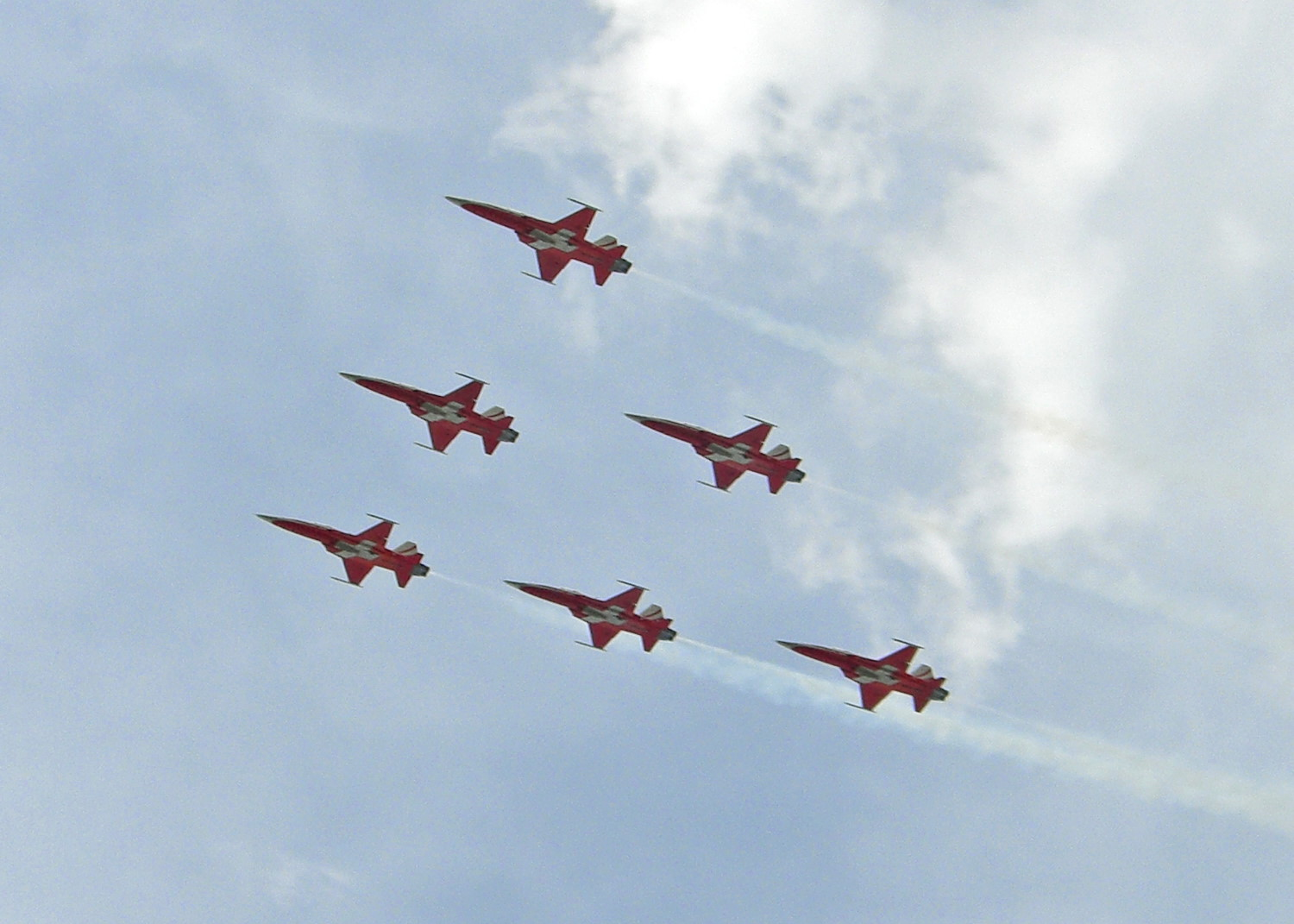
Die Patrouille Suisse im Mai 2009 über dem Hamburger Hafen

Zum Hafengeburtstag 2009 durfte zum ersten Mal seit dem Flugtagunglück von Ramstein im Jahr 1988 wieder eine militärische Verbandskunstflugstaffel – die Patrouille Suisse – außerhalb der ILA Berlin in Deutschland auftreten. Aufgrund von zahlreichen Beschwerden aus der Bevölkerung über die geringe Flughöhe und den Lärm sowie Kritik an der Militarisierung des Hafengeburtstages wurden allerdings nur vier der ursprünglich geplanten sieben Showflüge durchgeführt. Zudem wurde für den vierten Flug aus Sicherheitsgründen die Flughöhe von 2000 Fuß auf 2500 Fuß angehoben.
Im Rahmen des 827. Hafengeburtstags im Jahr 2016 wurde die AIDAprima am 7. Mai getauft. Trotz des Brandes einer Lagerhalle auf der Veddel in den Abendstunden des 8. Mai, der eine große und weit sichtbare Rauchwolke über die Elbe ziehen ließ, konnte das Programm regulär beendet werden.
In den Jahren 2020 und 2021 wurde der Hafengeburtstag im Zusammenhang mit der COVID-19-Pandemie abgesagt. Im Jahr 2022 fand der 833. Hafengeburtstag anstatt wie üblich im Mai im Spätsommer vom 16. bis 18. September statt.